# 慕尼黑地铁6号线
慕尼黑地铁6号线（U-Bahn-Linie 6 München）全长27公里，共设有地26座车站，平均站距为1公里左右。起始站分别为加兴科教中心站到大哈登医院站。在高峰时段，地铁3号线和6号线的运行间隔为5分钟。慕尼黑地铁6号线是唯一一条部分在慕尼黑以外地区（加兴）运营的慕尼黑地铁线路。